# Driftless Pony Club
Driftless Pony Club (ali krajšano DPC) je ameriška indie in alternativna rock zasedba, ki prihaja iz Chicaga. Skupino sestavljajo pevec in kitarist Craig Benzine, kitarist Matt Weber, basist Sam Grant in bobnar Nate Bartley. 

## O skupini
Skupina Driftless Pony Club je bila ustanovljena leta 2004 v Chicagu, v ameriški zvezni državi Illinois. Ustanovili so jo člani Craig Benzine, Matt Weber, Sam Grant in Nate Bartley. Skupina je na popularnosti dobila skozi videje člana Craiga Benzina (ki je na YouTubu znan pod imenom WheezyWaiter), saj je ta dobil na videjih na tisoče ogledov. Skupina je tako aktivna še danes, nastopila je že na večjih prireditvah kot je Vidcon, v večini pa ima nastope v manjših klubih ali gostilnah. V zadnjih treh letih imajo vsako leto tudi turnejo z imenom Tour Because Awesome, pri kateri so na turneji skupaj z Hankom Greenom (znan kot član Vlogbrothers na YouTubu z bratom Johnom Greenom), zasedbo Harry & The Potters, kitaristom in multi instrumentalistom Robom Scallonom in glasbeniku Andrewom Huangom. Turnejo je planiral basist Sam Grant.
Skupina je znana tudi po tem da vse od pisanja pesmi do marketinga in planiranja turnej poskušajo narediti sami oziroma s pomočjo le malo ljudi, tako lahko lažje izražajo kreativnost pri njihovih delih. 
V zadnjih nekaj letih občasno pri skupini v živo ne igra bobnar Nate Bartley, saj ne živi v bližini ostalih članov. Album, ki bo izdan letos so zato z njim posneli s pomočjo dela na daljavo.

## Diskografija
Skupina je do sedaj izdala štiri albume in en EP, v zaključni fazi pa je trenutno njihov peti album, Zastera. Zraven tega da bo izdan na CD-jih bo album izdan v veliki večini na vinilkah pa tudi VHS kasetah in v digitalni obliki.

#### Albumi:
- Janel (2004)
- Cholera (2006)
- Buckminster (2011)
- Magnificent (2012)
- Zastera (2016)

#### EP-ji
- Expert (2009)

## Člani

#### Glavni člani:
- Craig Benzine (kitara/vokal)
- Matt Weber (kitara/vokal/klaviature)
- Sam Grant (bas kitara)
- Nate Bartley (bobni)

#### Člani na turnejah:
- Rob Scallon (bobni; 2016)